# Weekly Shōnen Sunday
Weekly Shōnen Sunday (Japans: 週刊少年サンデー Shūkan Shōnen Sandē) is een wekelijks Japans mangatijdschrift voor shonen uitgegeven door Shōgakukan. Het eerste exemplaar verscheen op 17 maart 1959. Het is een van de langstlopende mangatijdschriften in Japan, en heeft een oplage van 127.083 exemplaren. De hoofdstukken van de series die in Weekly Shōnen Sunday lopen worden gebundeld en uitgegeven in delen (tankōbons) onder het label "Shōnen Sunday Comics" (少年サンデーコミックス). Het tijdschrift richt zich op jonge mannelijke lezers.

## Enkele bekende series

### Lopende
| - Ad Astra per Aspera - Kenjiro Hata - Detective Conan - Gosho Aoyama - Call of the Night: Paradise Arc - Kotoyama - Frieren - Kanehito Yamada, Tsukasa Abe - Magic Kaito - Gosho Aoyama - Major 2nd - Takuya Mitsuda - Mao - Rumiko Takahashi - Sleepy Princess in the Demon Castle - Kagiji Kumanomata - Tonikaku Kawaii (Fly Me to the Moon) - Kenjiro Hata |

### Vorige
| - Inuyasha - Rumiko Takahashi - Urusei Yatsura - Rumiko Takahashi - Wonder 3 - Osamu Tezuka - Yaiba - Gosho Aoyama |